# Чекко ди Пьетро

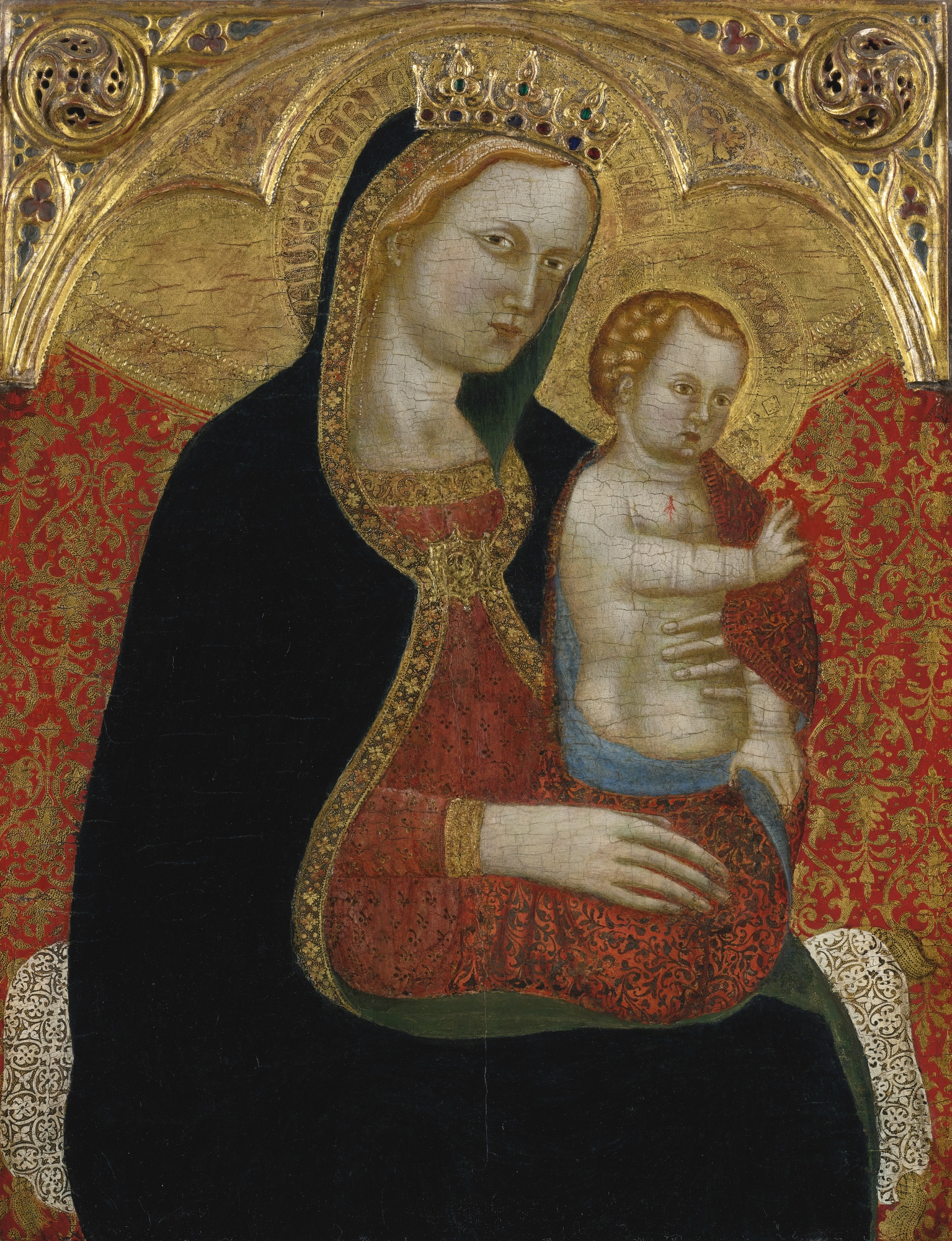
Мадонна с Младенцем. Между 1375 и 1385. Частное собрание

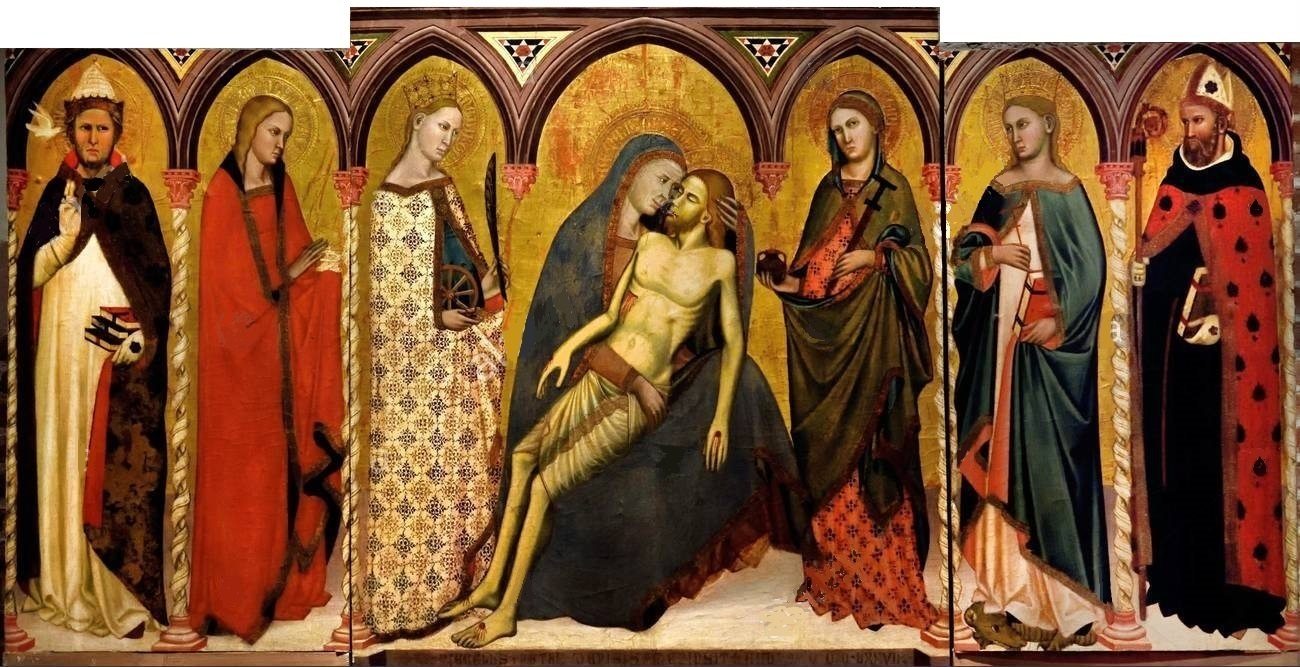
Оплакивание Христа со святыми Григорием, Марией Магдалиной, Екатериной Александрийской, Луцией, Маргаритой Антиохийской и Августином. 1377. Музей Сан-Маттео, Пиза

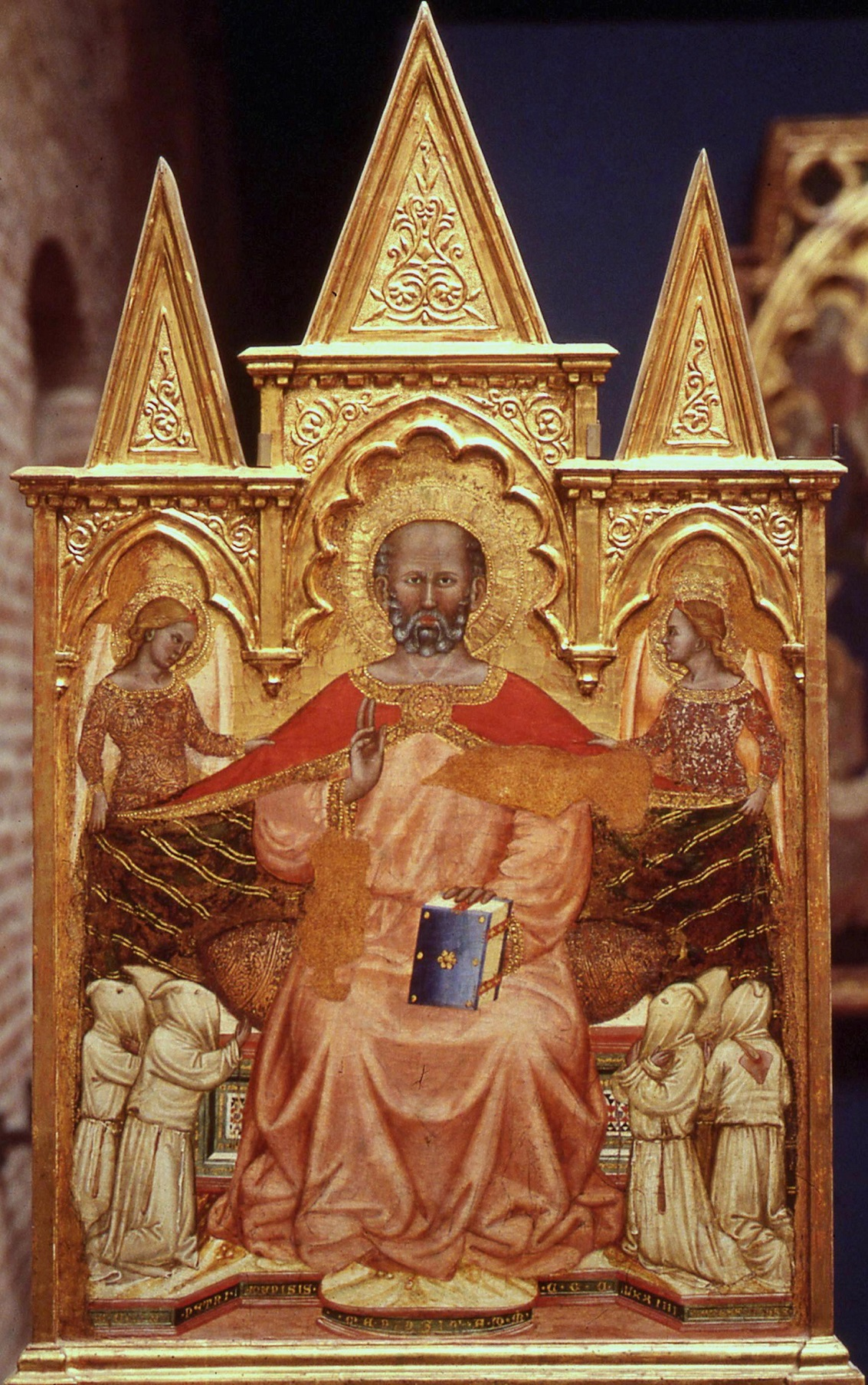
Святой Симон. Икона для процессий (бандинелла). 1373—1374. Музей Сан-Маттео, Пиза

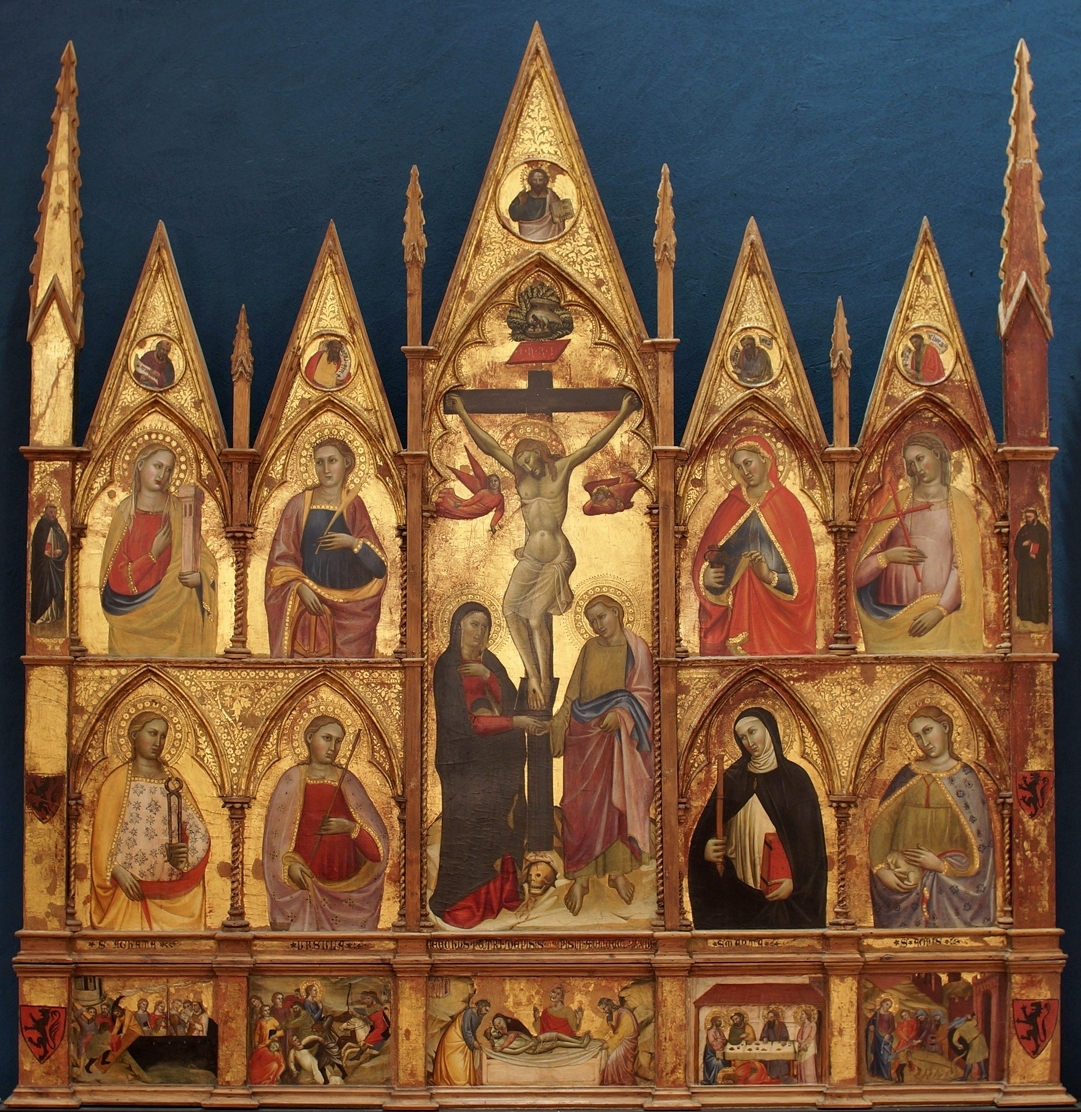
Распятие и восемь святых. Полиптих. 1386. Музей Сан-Маттео, Пиза

Чекко ди Пьетро (итал. Cecco di Pietro; фигурирует в документах с 1371 по 1395 годы; умер, вероятно, в 1402) — итальянский живописец периода проторенессанса луккано-пизанской школы.

## Биография
Чекко ди Пьетро работал в последней четверти XIV века исключительно в Пизе и на прилегающих территориях с их городками и церквями. Произведений, имеющих его подпись, либо приписываемых ему по стилевым признакам сравнительно немного.
Основной период творческой активности живописца приходится на вторую половину XIV века. Даты его рождения и смерти неизвестны. В архивах сохранился документ от 13 июля 1351 года, сообщающий, что некий «Чекко Пьери», был связан с художником из Лукки Паоло ди Ладзаро, и работал в его артели подмастерьем. Если здесь речь идёт о Чекко ди Пьетро, то художник мог родиться приблизительно около 1330 года. В 1371 году Чекко ди Пьетро упоминается в документах в связи с подновлением фресок в пизанском Кампо-Санто. Там он совместно с Франческо ди Нери да Вольтеррой работал над восстановлением сцен с историей Иова, написанных ранее флорентийцем Таддео Гадди. Фресковые росписи Кампо-Санто в своё время были созданы крупными мастерами из разных городов Италии, там работали пизанец Франческо Траини, флорентийские художники Буонамико Буффальмакко, Таддео Гадди и Андреа Бонайути, Антонио Венециано из Венеции, Спинелло Аретино из Ареццо и сиенец Таддео ди Бартоло. Работа в Кампо-Санто во многом определила сложение творческого стиля Чекко ди Пьетро. Первые подписанные произведения Чекко датированы 1374 и 1377 годами, следовательно, к тому времени он уже стал самостоятельным художником. В 1380 году Чекко упоминается в качестве «anziano del popolo» Пизы, то есть «народного старшины» — одна из административных должностей в средневековой Пизе. 12 августа 1385 года он получил плату за роспись выносной иконы для Пизанского собора, в следующие за этим годы оставил свои подписи на нескольких произведениях. Фресковые росписи в церкви Сан-Мартино в Пизе, датированные знатоком пизанской живописи Энцо Карли 1395 годом, свидетельствуют о том, что мастер был активен и в последнем десятилетии XIV века. В документе от 28 марта 1402 года Чекко упоминается уже как умерший.

## Живописный стиль
Большое влияние на формирование Чекко ди Пьетро имел Франческо Траини, который достаточно радикально включил в своё творчество достижения сиенской школы живописи. По всей вероятности, Чекко был его учеником и сотрудником мастерской. Кроме того, исследователи видят в его работах следы влияния Луки ди Томме и Антонио Венециано. Таким образом, индивидуальный стиль мастера был сформирован, с одной стороны, художественными приёмами джоттесков (последователей Джотто ди Бондоне), с другой стороны, на неё оказали влияние готические тенденции, распространявшиеся в Тоскане в конце XIV века.

## Произведения
Первая из известных ныне подписанных работ создана Чекко в 1374 году, это так называемая «бандинелла» — икона для процессий, которую он написал для братства Баттути ди Сан-Симоне в Пизе (ныне в музее Сан-Маттео, Пиза). Тремя годами позже (1377) для церкви Сан-Раньери Чекко написал алтарную картину «Оплакивание Христа со святыми» (Пиза, музей Сан-Маттео); в центре произведения вместо привычной Мадонны с Младенцем он изобразил «Пьету», то есть Богоматерь с телом мёртвого Христа на руках, а по сторонам шесть фигур святых. В 1370—1380-е годы он писал множество изображений Мадонны с Младенцем, довольно однотипных: Мадонна в них восседает на троне в одном и том же положении, меняются лишь позы Богомладенца; иногда, у Её ног появляются донаторы; наиболее известная среди них «Мадонна с Младенцем, держащим щегла и пучок проса» (ок. 1372, Копенгаген, Национальный музей), она имеет подпись художника. 1386 годом датируется несколько подписных произведений: полиптих «Распятие и восемь святых» (Пиза, музей Сан-Маттео), «Мадонна с Младенцем» (Портленд, Музей искусства, коллекция Кресса) — вероятно, это центральная панель полиптиха, остальные четыре створки которого с изображениями святых находятся в Авиньоне, музей Пти Пале (Святые Варфоломей, Пётр, Николай и Иоанн Креститель). Согласно документам, в 1395 году Чекко ди Пьетро расписал фресками капеллу в церкви Святого Мартина в Пизе. В марте 1402 года его сын Марко вступил в права наследства; следовательно художника к этому времени уже не было в живых.

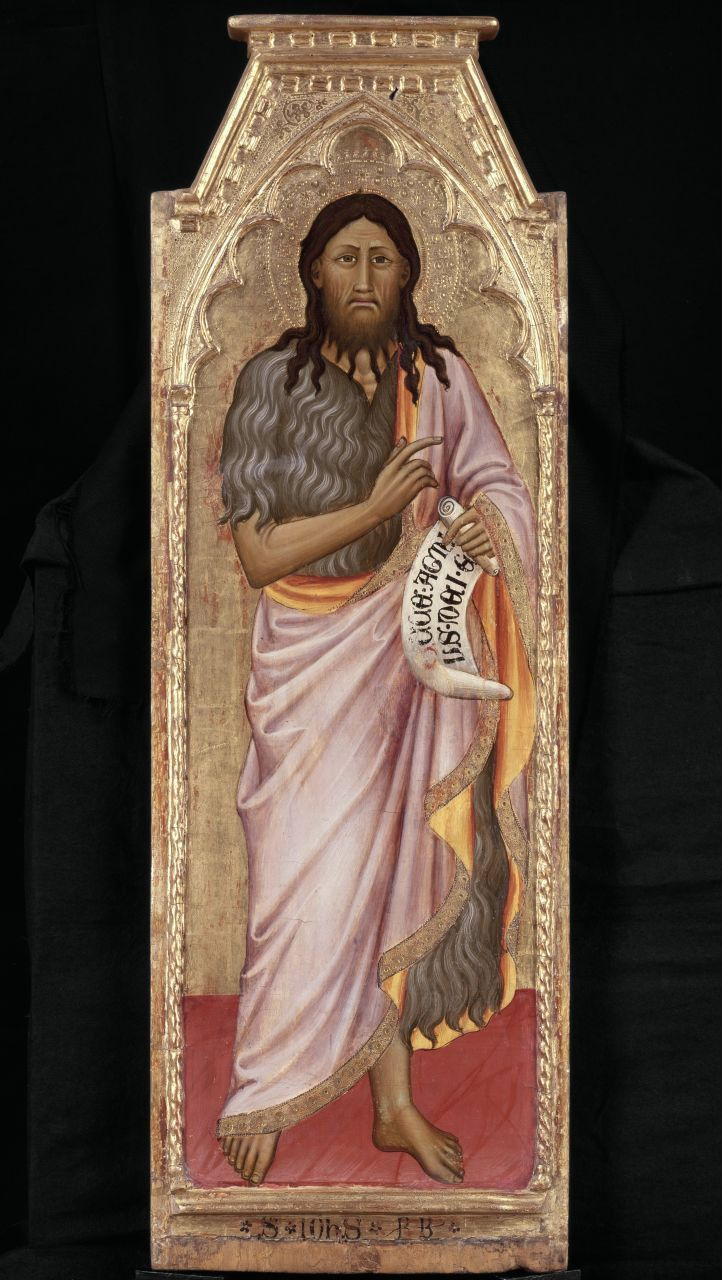
Иоанн Креститель. Деталь полиптиха. 1386. Пти-Пале, Авиньон
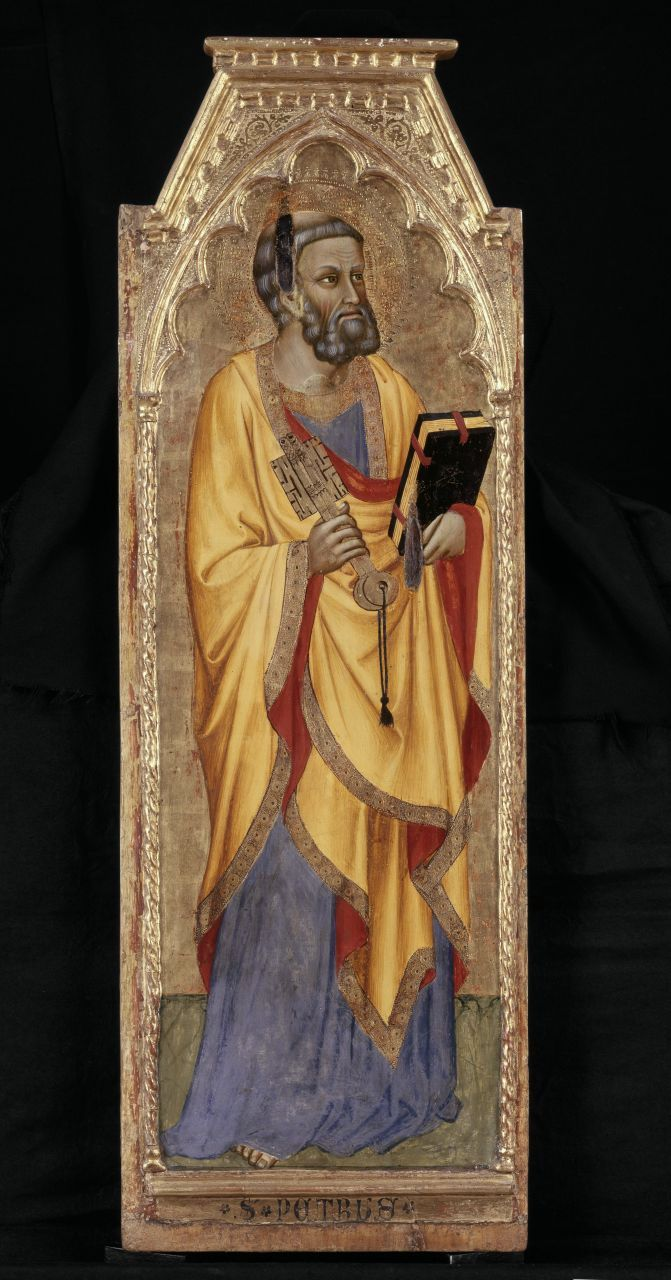
Святой Пётр. Деталь полиптиха. 1386. Пти-Пале, Авиньон
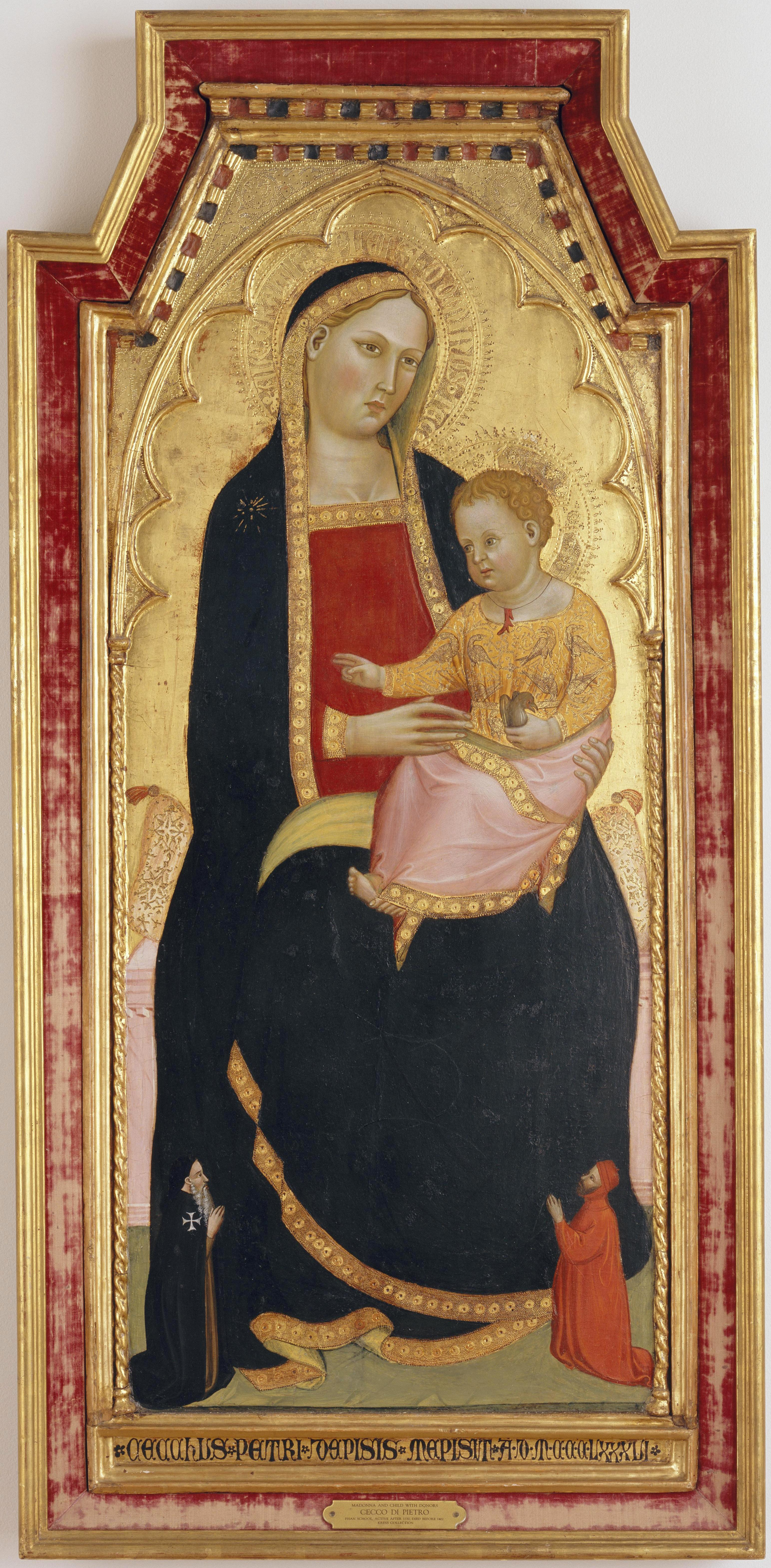
Мадонна с Младенцем. Деталь полиптиха. 1386. Музей искусства, Портленд
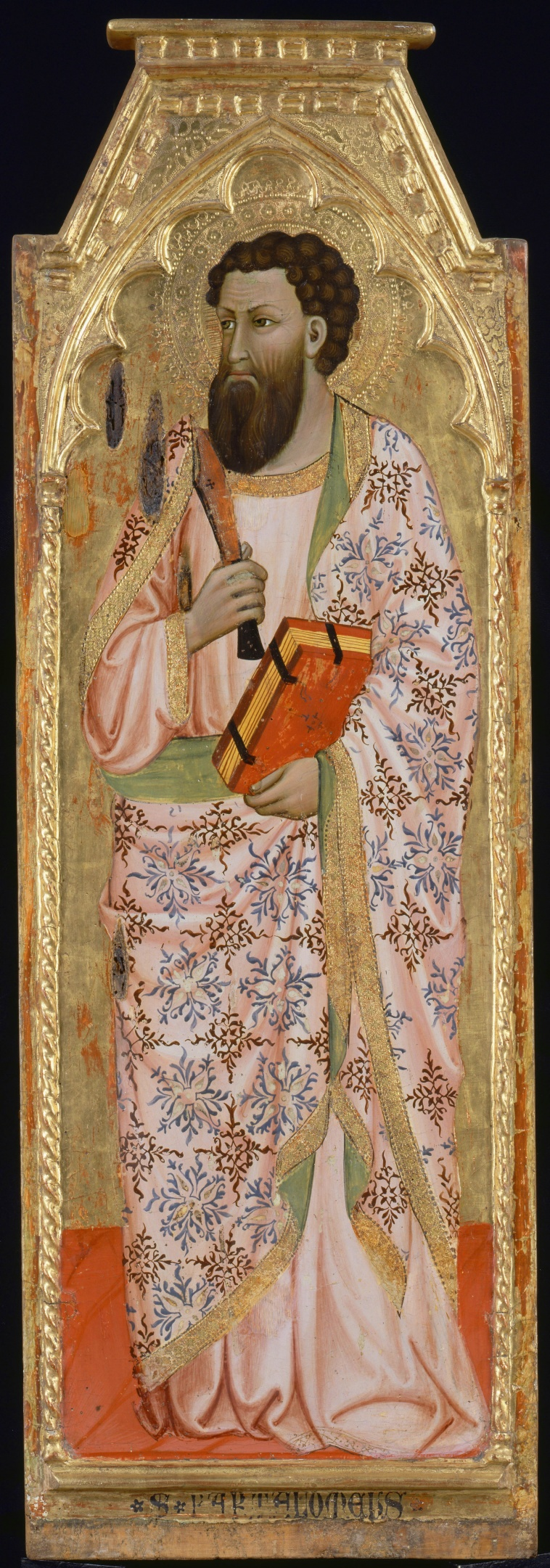
Святой Варфоломей. Деталь полиптиха. 1386. Пти-Пале, Авиньон
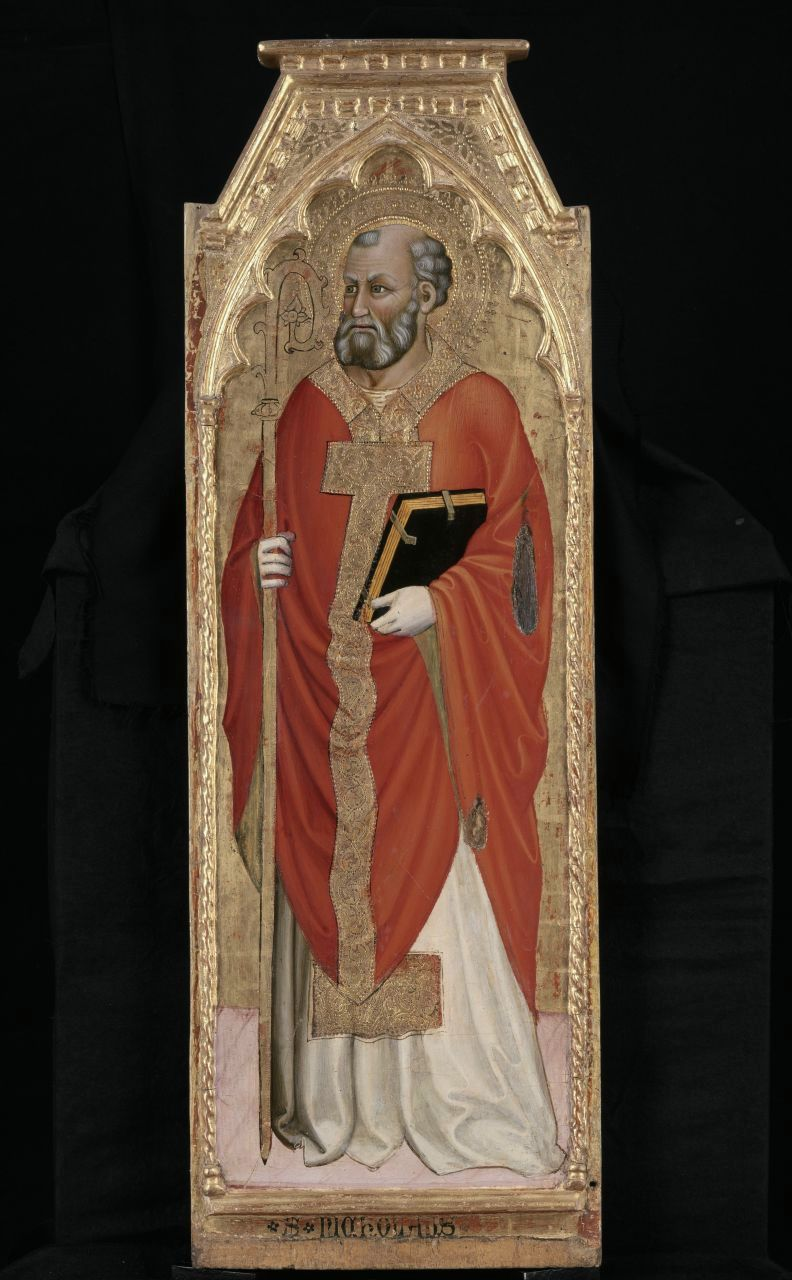
Святой Николай. Деталь полиптиха. 1386. Пти-Пале, Авиньон

Наиболее известным произведением Чекко ди Пьетро является большой «Полиптих ди Аньяно», который он написал по заказу архиепископа Морикотти для монастырской церкви Сан-Джероламо в Аньяно (ныне в коллекции Палаццо Блю, Пиза; детали пределлы в музее Сан-Маттео, Пиза и в Музее изящных искусств, Дижон). Произведение датируется 1386—1395 годами. На нём нет подписи художника, авторство установил итальянский искусствовед Энцо Карли. Полиптих имеет три яруса; в среднем художник изобразил Мадонну с Младенцем на троне, по сторонам от Неё Святые Николай, Иероним, Бенедикт и Маргарита; в верхнем ярусе: святые Маврикий, Екатерина Александрийская, Стефан, Пётр, Лаврентий, Агнесса и Пласидо, в пинаклях — евангелисты Марк, Иоанн, Матфей и Лука; венчает полиптих изображение благословляющего Христа. С этим произведением связана скандальная история. Между 1930 и 1936 годами оно находилось на вилле Тоблер с целью реставрации. В 1937 году на прежнее место в церкви была установлена копия алтаря, выполненная известным реставратором и имитатором старинной живописи Ичилио Федерико Йони. В 1944 году церковь попала под бомбёжку и алтарь сильно пострадал. Тем не менее до сих пор ряд исследователей утверждает, что сохранившийся полиптих из Палаццо Блю — подделка, а в церкви был разрушен подлинник.
Кроме перечисленных, Чекко ди Пьетро приписывается ещё несколько произведений, рассредоточенных по музеям и частным коллекциям разных стран: «Святой Иероним в келье» (Музей Рейли, Северная Каролина), «Мадонна с Младенцем» (Тур, Музей изящных искусств). Творчество Чекко ди Пьетро носило местный, локальный характер, а его эклектичная манера не имела явных последователей и продолжателей. При жизни он имел довольно большой успех, однако число дошедших до наших дней произведений невелико.

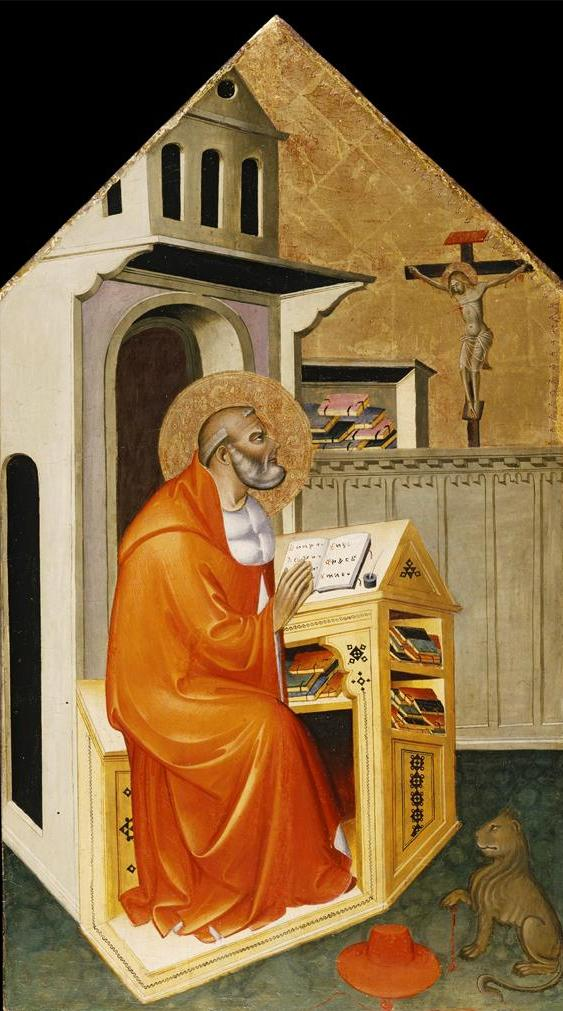
Святой Иероним в келье. Ок 1370. Рэйли, Музей Северной Каролины
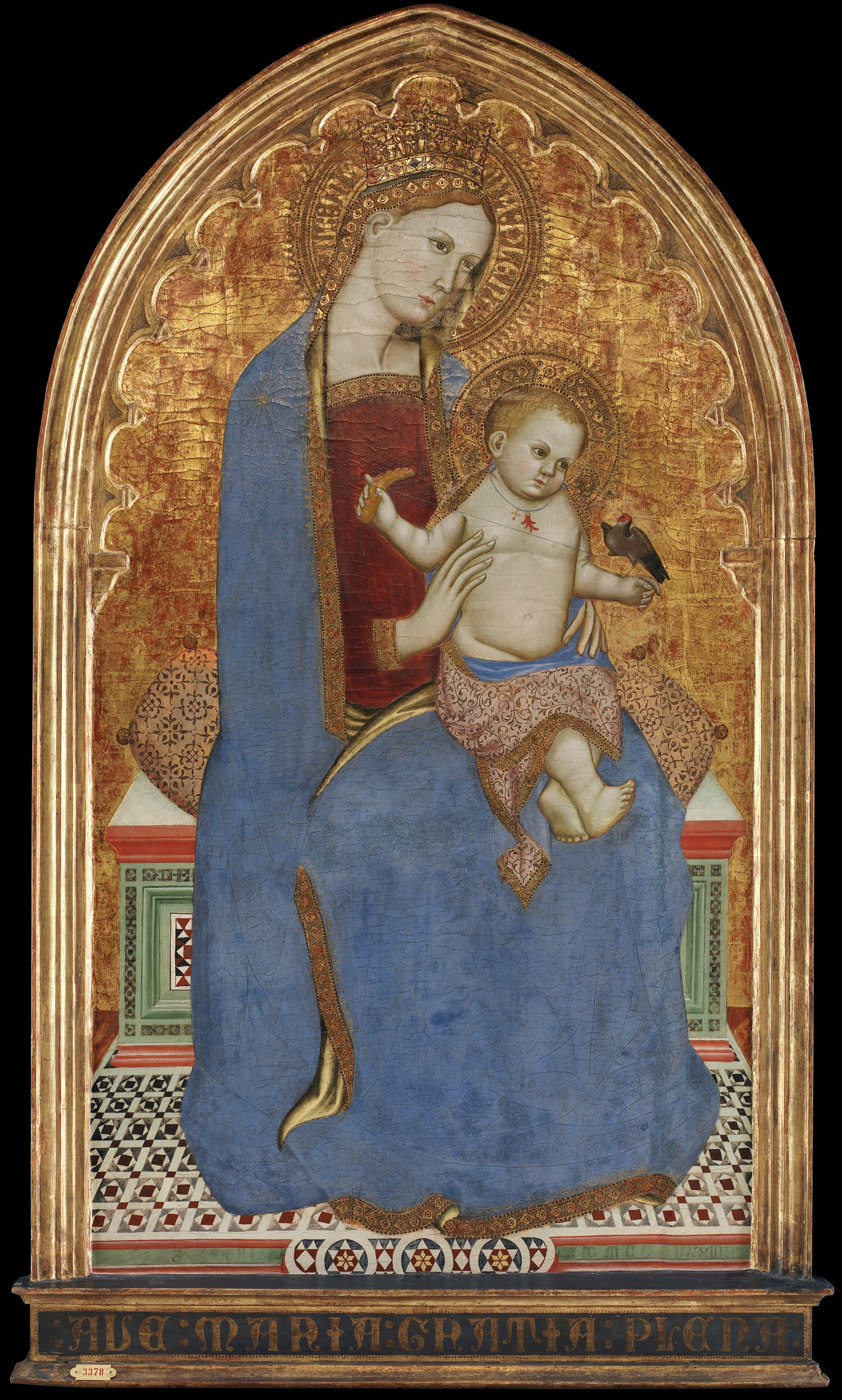
Мадонна с Младенцем. Ок. 1372. Копенгаген, Музей искусства
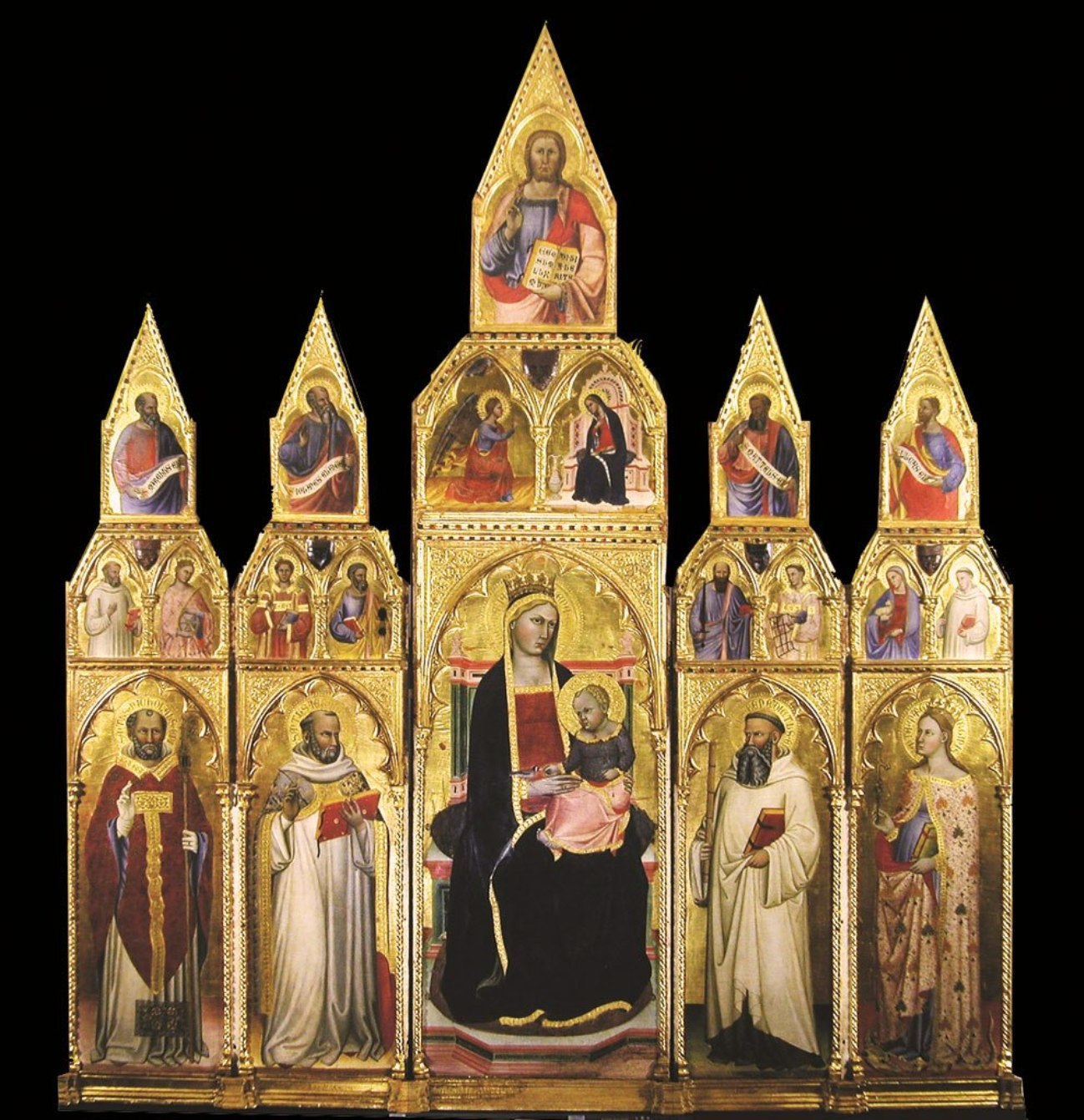
Полиптих из церкви Сан-Джероламо, Аньяно (Полиптих из Аньяно), 1386-1395. Музей Палаццо Блю, Пиза
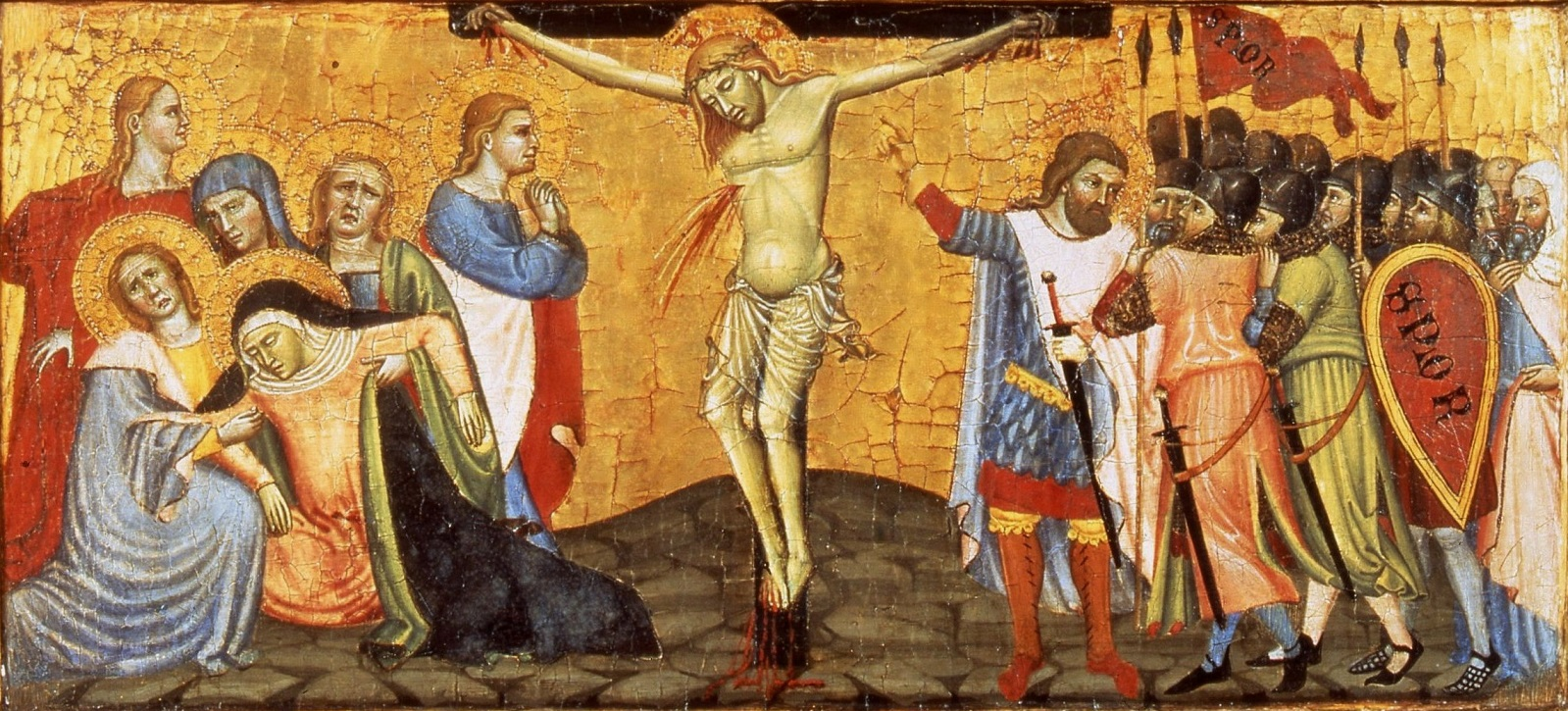
Распятие. Деталь пределлы Полиптиха из Аньяно. Музей Сан-Маттео, Пиза
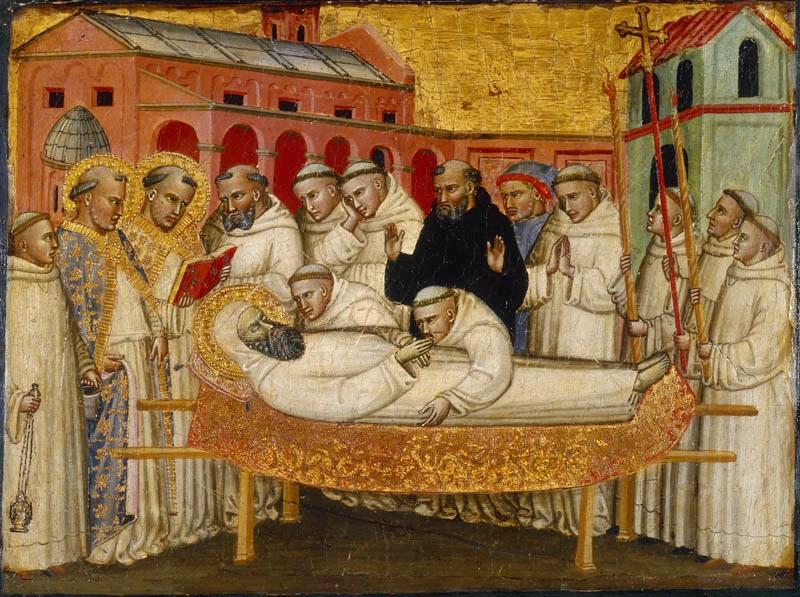
Смерть Святого Бернарда. Деталь пределлы Полиптиха из Аньяно. Дижон, Музей изящных искусств
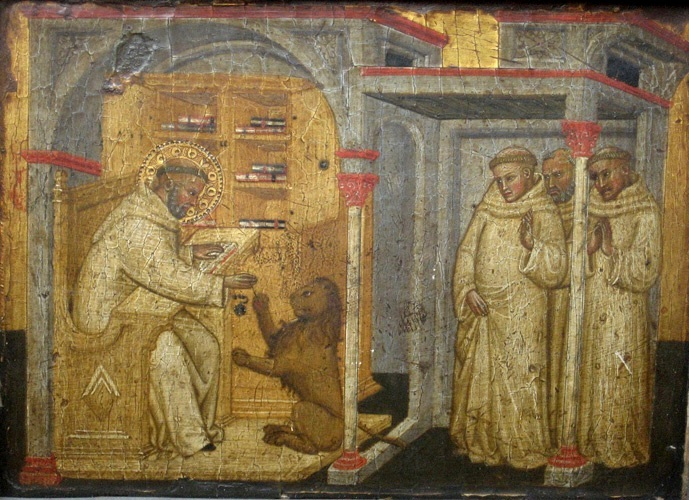
Святой Бернард в своей келье. Деталь пределлы Полиптиха из Аньяно. Частное собрание

## Список произведений Чекко ди Пьетро
1. Четыре панели от полиптиха из Музея Пти Пале, Авиньон: «Св. Варфоломей», «Св. Пётр», «Св. Николай», «Иоанн Креститель». Центральная часть этого алтаря — «Мадонна с младенцем» в Музее искусства, Портленд;
2. «Мадонна с младенцем» — Копенгаген, Государственный музей (имеет подпись и фрагмент даты);
3. «Мадонна с младенцем» — Флоренция, коллекция Салокки;
4. Триптих «Распятие со святыми Екатериной, Петром, Иоанном Крестителем и Лючией/Благовещение» — Флоренция, коллекция Де Коссон;
5. Двое святых — «Св. Пётр» и «Иоанн Богослов» — Флоренция, частное собрание;
6. «Св. Папа» — Милан, коллекция Форести;
7. «Распятие» — Нью-Йорк, коллекция Дьювина;
8. «Иоанн Креститель» и «Св. Варфоломей» — Нью-Йорк, Ньюхауз Гэллериз (две панели полиптиха, центральная часть которого — в Музее Сан-Маттео, Пиза);
9. «Успение св. Бернарда» — Дижон, Музей изящных искусств (картина пределлы);
10. «Христос в мандорле и полуфигуры святых» — фреска в ц. Сан-Мартино, Пиза;
11. Полиптих «Пьета и шесть святых» — Пиза, музей Сан-Маттео (№ 94; имеет подпись и дату);
12. Полиптих «Распятие и восемь святых» — Пиза, музей Сан-Маттео (№ 95; имеет подпись и дату);
13. «Мадонна с младенцем» — Пиза, музей Сан-Маттео (№ 96);
14. «Житие св. Маргариты» — Пиза, музей Сан-Маттео (№ 97);
15. «Шесть святых» — Пиза, Музей Сан-Маттео (№ 98);
16. Полиптих «Мадонна с младенцем и святые» — Пьеве ди Аньяно, церковь Сан-Джероламо;
17. «Мадонна с младенцем» — Портленд, Музей (датирована и подписана);
18. «Св. Иероним в келье» — музей в Рейли, Сев. Каролина;
19. «Мадонна с младенцем» — Рим, Галерея Санджорджи;
20. «Мадонна с младенцем» — Тур, Музей искусства;
21. «Мадонна с младенцем» — местонахождение неизвестно;
22. «Св. Доминик» и «Св. Франциск» — аукцион Кристис в 1949 году;
23. «Рождество Богородицы» — Пиза, церковь Сан-Пьетро (подписано и датировано — 1386);
24. «Мадонна с младенцем и два ангела» — Пиза, коллекция Тосканелли (датирована 1381);